# Façade à pignons

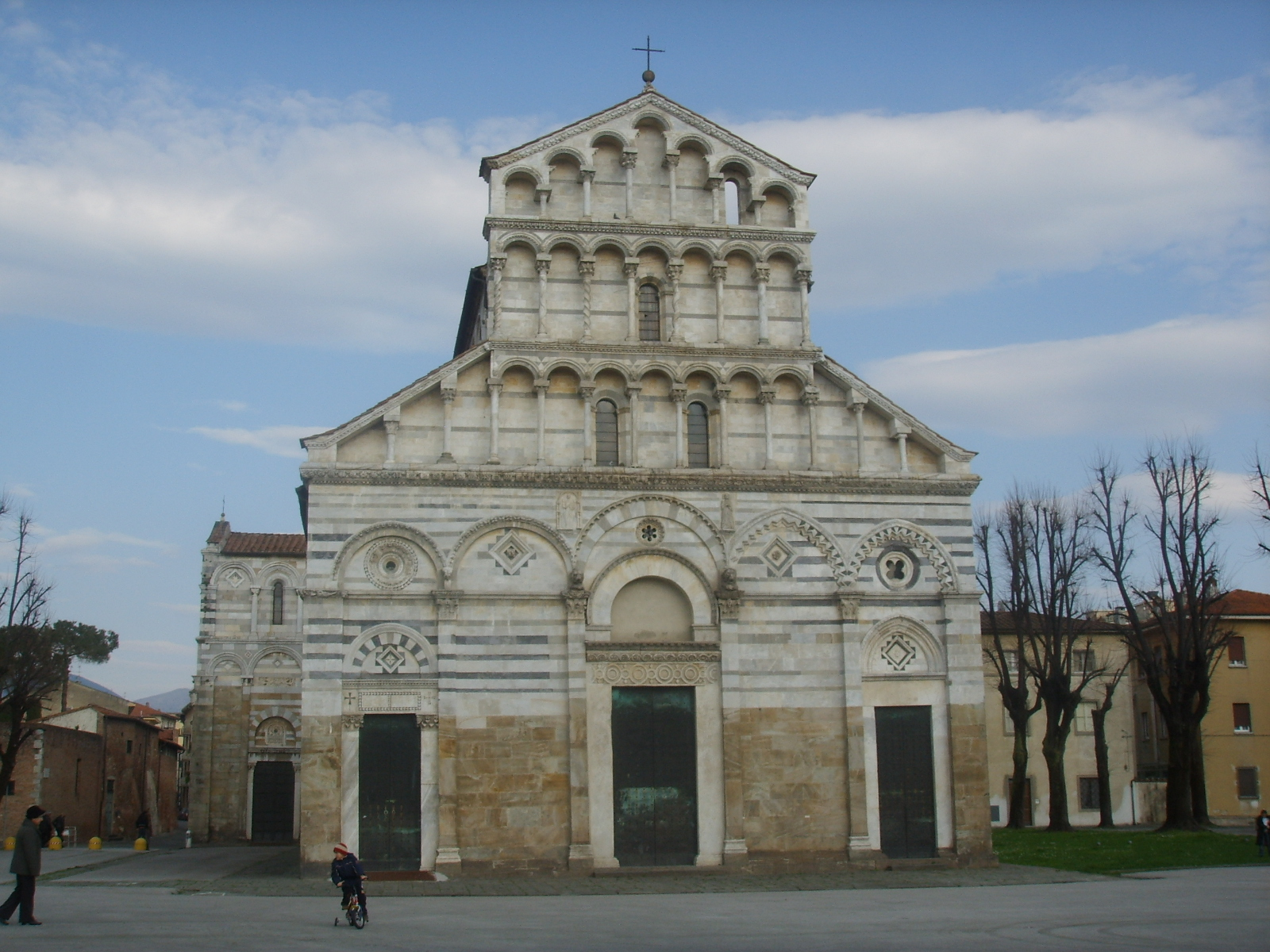
La façade de l'église San Paolo a Ripa d'Arno à Pise

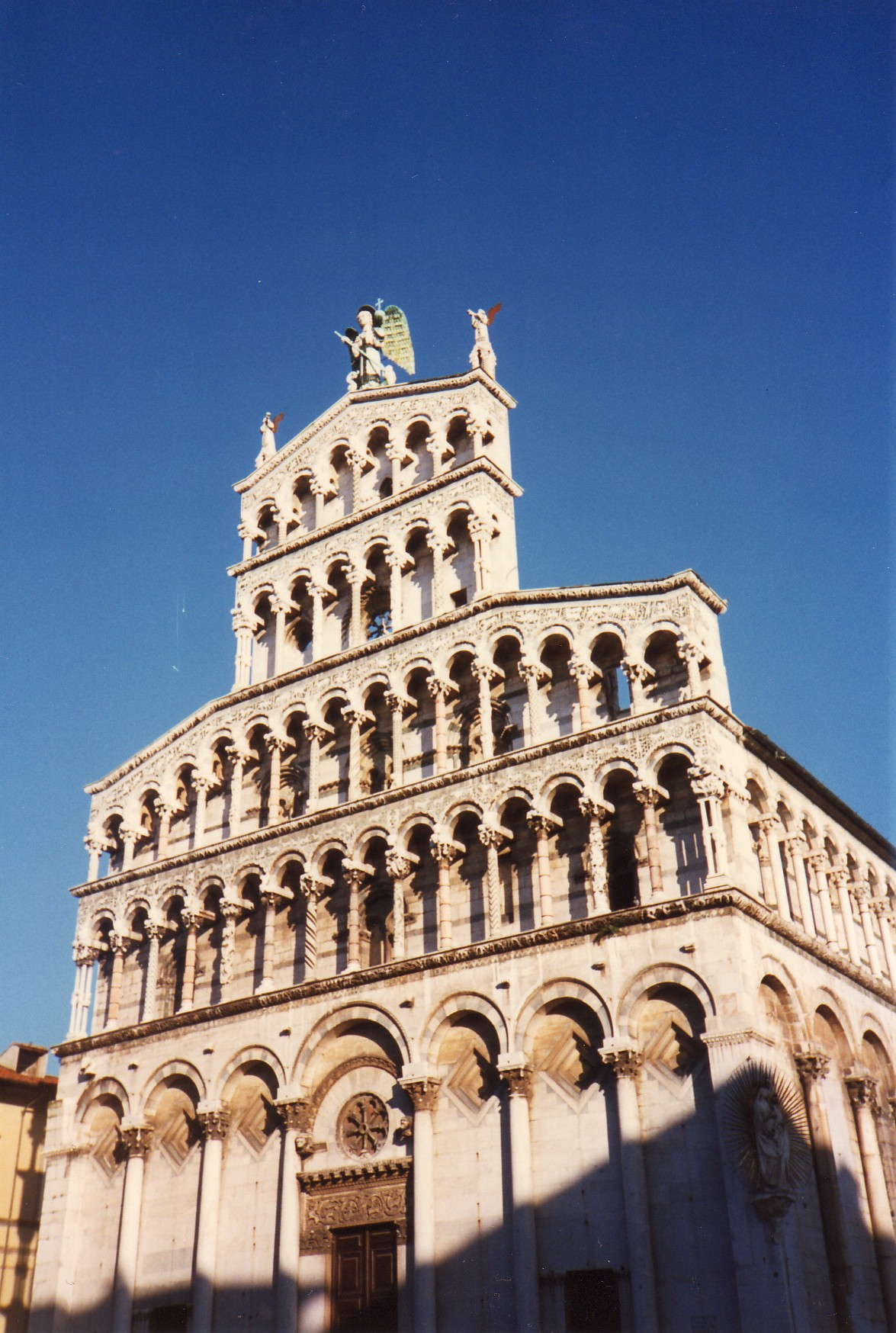
Façade de San Michele in Foro à Lucques

La façade à pignons (facciata a salienti en italien), ou, plus généralement, couverture à pignons, est un terme architectural utilisé pour définir, en Italie notamment, la forme de la façade d'un édifice, habituellement une église, quand la couverture présente une succession de versants à différentes hauteurs.
La façade à pignons a des origines illustres : elle était présente dans l'ancienne San Giovanni in Laterano, même si l'on ne peut encore parler d'une véritable « façade », son aspect, en se contentant de suivre le profil des cinq nefs intérieures, n'ayant pas une importance particulière pour les constructeurs.
Des exemples achevés de façade à pignons se trouvent dans l'église romane San Michele in Foro à Lucques et dans la basilique San Giorgio Maggiore de Venise plus tardive. En revanche, dans la basilique Santa Maria Novella à Florence les pignons des nefs latérales sont dissimulés en façade par deux volutes qui modifient le schéma classique de la façade à pignons.
La structure à pignons peut également être masquée par des frontons, des étagements à balustres, des campaniles et des façades à double pente.
Habituellement, dans une église, l'existence de pignons de chaque côté du faîtage correspond à la présence de nefs latérales. Toutefois, le nombre de pignons de la couverture peut ne pas correspondre à la subdivision intérieure des nefs, qui peuvent être recouvertes par un unique long pan incliné comme c'est le cas par exemple pour le Duomo de Pise et l'ancienne basilique San Pietro in Vaticano.